# Транко
Транко́ (фр. Trancault) — коммуна во Франции, находится в регионе Шампань — Арденны. Департамент — Об. Входит в состав кантона Марсийи-ле-Эйе. Округ коммуны — Ножан-сюр-Сен.
Код INSEE коммуны — 10383.
Коммуна расположена приблизительно в 105 км к юго-востоку от Парижа, в 90 км юго-западнее Шалон-ан-Шампани, в 45 км к западу от Труа.

## Население
Население коммуны на 2008 год составляло 206 человек.
| 1962 | 1968 | 1975 | 1982 | 1990 | 1999 | 2008 |
| ---- | ---- | ---- | ---- | ---- | ---- | ---- |
| 193  | 159  | 190  | 149  | 165  | 144  | 206  |

## Экономика
В 2007 году среди 121 человека в трудоспособном возрасте (15—64 лет) 85 были экономически активными, 36 — неактивными (показатель активности — 70,2 %). Из 85 активных работали 76 человек (44 мужчины и 32 женщины), безработных было 9 (4 мужчины и 5 женщин). Среди 36 неактивных 13 человек были учениками или студентами, 10 — пенсионерами, 13 были неактивными по другим причинам.

## Фотогалерея

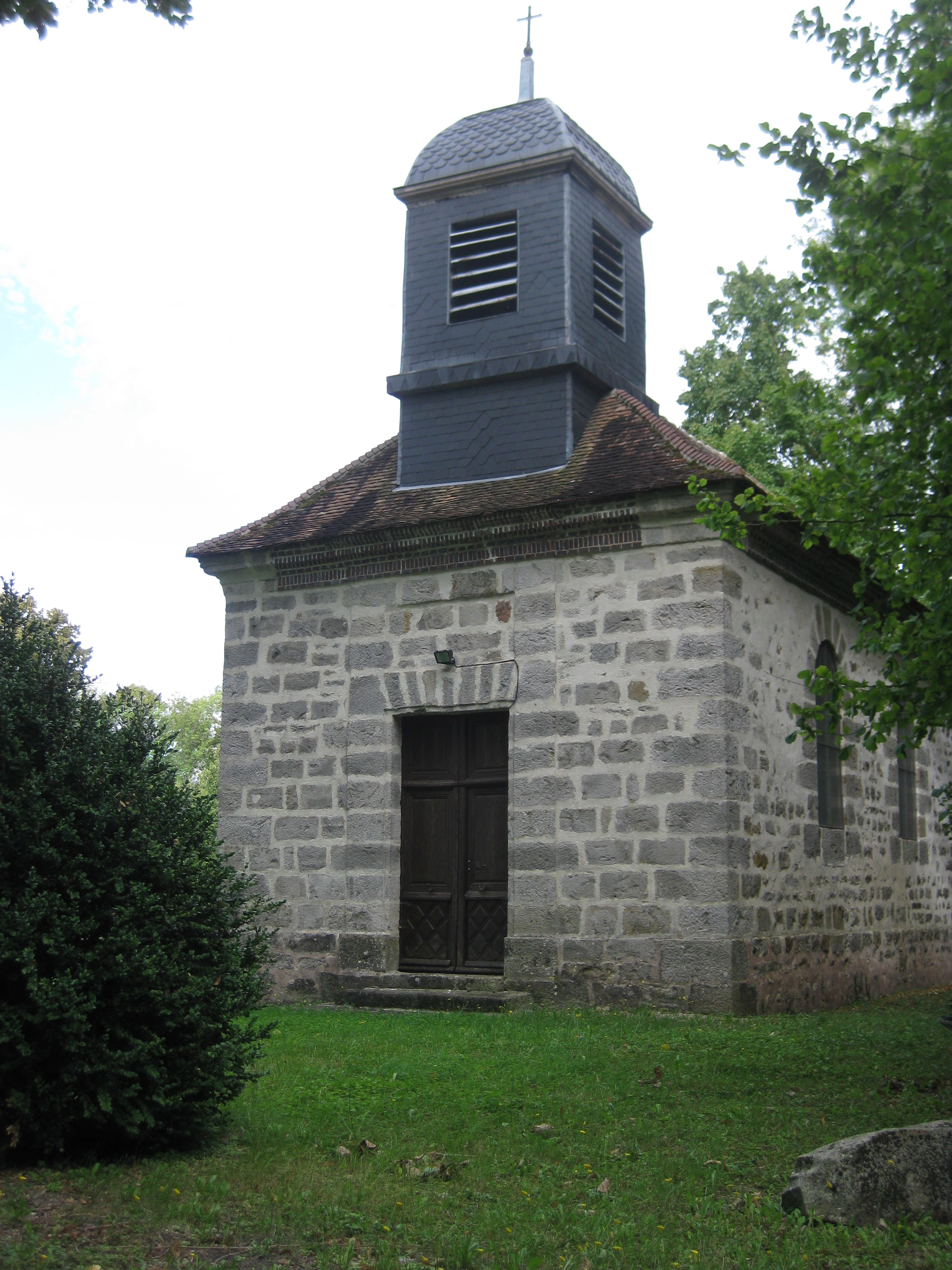
Часовня
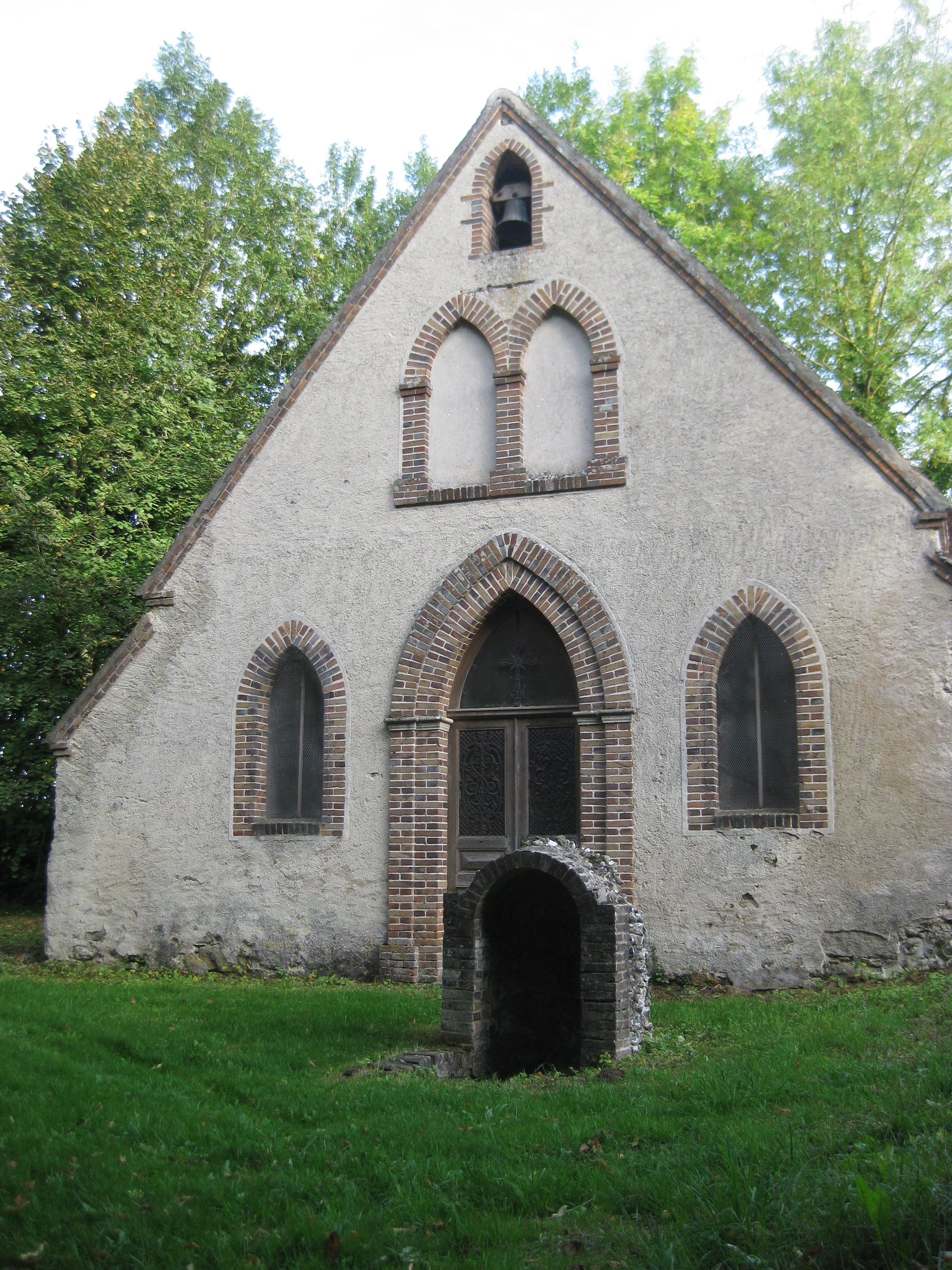
Часовня
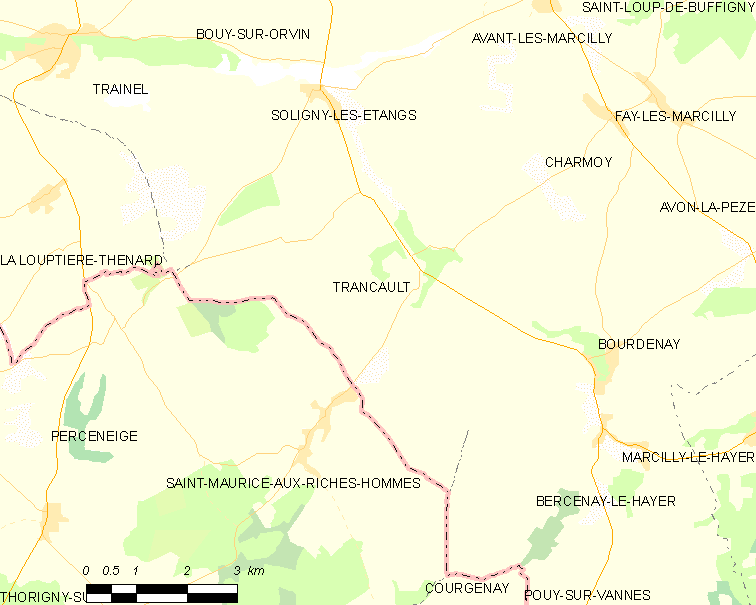
Карта коммуны